# حكومة علاء الدين الدروبي /الحكومة السورية
تشكلت حكومة علاء الدين الدروبي في 25 تموز 1920 بموجب بلاغ رسمي نُشـر بجـريدة العاصمة العدد /142/ بتاريخ 29 تموز 1920. وانتهت بمقتل علاء الدين الدروبي وعبد الرحمن اليوسف في قرية خربة غزالة في 21 آب 1920، كما تم في عهدها فصل لبنان عن سورية·
هي أول حكومة تشكلت في ظل الانتداب الفرنسي على سوريا، ولم تشمل على منصب وزير الخارجية إقرارًا منها بذلك، كما أنها أول وزارة يغتال رئيس وزرائها وأحد أعضائها.

## أبرز منجزاتها
حاولت الحكومة القبول بالانتداب الفرنسي على مبدأ اتفاق فيصل - كليمنصو غير أن فرنسا أبلغت الحكومة ورئيسها علاء الدين الدروبي أن فرنسا قررت إنهاء الحكم الفيصلي،و طالبت رئيس الوزراء إخطار الملك بالقرار؛ كما صرّح الجنرال غوابييه قائد الجيش الفرنسي الذي احتلّ دمشق بأنه يجب على الحكومة أخذ مشورة الفرنسيين قبل الإقدام على أي خطوة أو قرار، وكذلك تقديم الثوّار ومقاومي الانتداب إلى المحاكمة، كما صرّح الجنرال غوابييه في 27 يوليو برسالة ثانية بعث بها إلى الدروبي بأنه يجب على سوريا دفع عشرة ملايين فرنك فرنسي لفرنسا كتعويض لها عن الحرب، إضافة إلى نزع سلاح الجيش السوري وإحالة قادته إلى المحاكمة العسكرية، وقد قبلت الحكومة هذه الشروط جميعًا ونفذتها في جلسة عقدت في اليوم نفسه. وخلال الجلسة ذاتها أعاد الحكومة العمل بقانون الطوارئ والأحكام العرفية.
في 28 يوليو، أشرفت الحكومة على إنهاء المملكة السورية العربية، بنفي الملك فيصل الأول عن طريق قطار وضع تحت إمرته من قبل فرنسا نقله من دمشق إلى درعا ومنها إلى حيفا وبذلك انتهى «عهد الاستقلال الأول».
صادقت الحكومة في 10 أغسطس 1920 على معاهدة سيفر التي تنازلت بها سوريا عن كيليكيا لتركيا ووصفت بها سوريا بدولة مستقلة تحت الانتداب الفرنسي، غير أن التصديق على صك الانتداب من قبل عصبة الأمم لن يتم إلا عام 1922.
عهد الدروبي في رئاسة الحكومة لم يطل، فقبل أقل من شهر على تأليفها وتحديدًا في 19 أغسطس 1920، اغتيل الدروبي ومعه رئيس مجلس الشورى عبد الرحمن يوسف خلال زيارتهما خربة الغزالة في محافظة درعا، وبعدها بيومين أي في 21 أغسطس 1920 اجتمع سائر الوزراء وقرروا تفويض مهام رئاسة الوزراء بالإنابة إلى وزير الدفاع جميل الألشي، ثم صادق المفوّض الفرنسي رسميًا على هذا التعيين.
في 1 سبتمبر 1920، أعلن هنري غورو ميلاد دولة جبل العلويين ودولة لبنان الكبير ودولة حلب ذات الطابع كردي، وكانت بريطانيا قد احتلت فلسطين والأردن، فاقتصرت ولاية الحكومة فعليًا على ما عرف لاحقًا باسم دولة دمشق. وبعد ذلك بأسبوع في 6 سبتمبر 1920، أصدر هنري غورو مرسومًا يقضي بإقالة الوزارة وتاليف وزراة جديدة.

## التشكيل الوزراي
| المنصب                    | الصورة | شاغل المنصب          | في المنصب من  | في المنصب حتى        |                          |
| ------------------------- | ------ | -------------------- | ------------- | -------------------- | ------------------------ |
| رئيس الحكومة              |        | علاء الدين الدروبي   | 25 تمـوز 1920 | 21 آب 1920           | [ ملاحظة 2 ] [ 4 ] [ 5 ] |
| رئيس الحكومة              |        | جميل الألشي بالوكالة | 21 آب 1920    | 6 أيلول 1920         | [ ملاحظة 3 ]             |
| وكيل الخارجية             |        | علاء الدين الدروبي   | 25 تمـوز 1920 | 21 آب 1920           | [ ملاحظة 4 ]             |
| الحربية                   |        | جميل الألشي          | 25 تمـوز 1920 | 30 تشرين الثاني 1920 | [ ملاحظة 5 ]             |
| الداخلية                  |        | عطا الأيوبي          | 25 تمـوز 1920 | 30 تشرين الثاني 1920 | [ ملاحظة 6 ]             |
| المالية                   |        | فارس الخوري          | 25 تمـوز 1920 | 6 أيلول 1920         | [ ملاحظة 7 ]             |
| العدلية                   |        | محمد جلال الدين زهدي | 25 تمـوز 1920 | 6 أيلول 1920         | [ ملاحظة 8 ]             |
| المعارف                   |        | بديع المؤيد العظم    | 25 تمـوز 1920 | 6 أيلول 1920         | [ ملاحظة 9 ]             |
| النافعة والتجارة والزراعة |        | يوسف الحكيم          | 25 تمـوز 1920 | 6 أيلول 1920         | [ ملاحظة 10 ]            |
|                           |        |                      |               |                      |                          |
| رئيس مجلس الشورى          |        | عبد الرحمن اليوسف    | 25 تمـوز 1920 | 21 آب 1920           | [ ملاحظة 11 ]            |

## الملاحظات
1. ↑  تشير بعض المصادر إلى أن هذه الحكومة استمرت حتى بعد اغتيال رئيسها علاء الدين الدروبي إلى 6 أيلول 1920 وأن جميل الألشي حل محله رئيساً للحكومة. تشير إلى أن الجنرال هنري غورو قائد الجيوش الفرنسية في المشرق أعلن إقالة الحكومة في 6 أيلول 1920.

لذلك من غير الواضح فيما إذا استمر الوزراء في مناصبهم بشكل رسمي أو لتصريف الأعمال أم غادروها
2. ↑  تشير بعض المصادر إلى أن هذه الحكومة استمرت حتى بعد اغتيال رئيسها علاء الدين الدروبي إلى 6 أيلول 1920 وأن جميل الألشي حل محله رئيساً للحكومة بالوكالة. تشير أيضا إلى أن الجنرال هنري غورو قائد الجيوش الفرنسية في المشرق أعلن إقالة الحكومة في 6 أيلول 1920.
3. ↑  بعد مقتل علاء الدين الدروبي ترأس جميل الألشي الحكومة بالوكالة حتى 6 أيلول 1920 عندما شكل حكومته الأولى.
4. ↑  رغم إلغاء وزارة الخارجية إلا أن موقع رئاسة مجلس الوزراء وكتاب سجل الحكومات والوزارات السورية لمازن يوسف صباغ يوثقان شغل علاء الدين الدروبي لمنصب وكيل الخارجية.
5. ↑  حتى 30 تشرين الثاني 1920 في حال استمرت الحكومة والوزراء في مناصبهم -كما تشير بعض المصادر- حتى 6 أيلول 1920 تاريخ تشكيل جميل الألشي للوزارة اللاحقة التي شغل فيها نفس المنصب.
6. ↑  حتى 30 تشرين الثاني 1920 في حال استمرار الحكومة والوزراء في مناصبهم -كما تشير بعض المصادر- حتى 6 أيلول 1920 تاريخ تشكيل جميل الألشي للوزارة اللاحقة التي شغل فيها عطا الأيوبي نفس المنصب.
7. ↑  في حال استمرار الحكومة والوزراء في مناصبهم -كما تشير بعض المصادر- حتى 6 أيلول 1920 فيكون فارس الخوري قد شغل منصب وزير المالية حتى تاريخه.
8. ↑  في حال استمرار الحكومة والوزراء في مناصبهم -كما تشير بعض المصادر- حتى 6 أيلول 1920 فيكون محمد جلال الدين زهدي قد شغل منصب وزير العدلية حتى تاريخه.
9. ↑  في حال استمرار الحكومة والوزراء في مناصبهم -كما تشير بعض المصادر- حتى 6 أيلول 1920 فيكون بديع المؤيد العظم قد شغل منصب وزير المعارف حتى تاريخه.
10. ↑  في حال استمرار الحكومة والوزراء في مناصبهم -كما تشير بعض المصادر- حتى 6 أيلول 1920 فيكون يوسف الحكيم قد شغل منصب وزير النافعة والتجارة والزراعة حتى تاريخه.
11. ↑  اغتيل عبد الرحمن اليوسف مع علاء الدين الدروبي في خربة غزالة في 21 آب 1920

## روابط خارجية
- الحكومات السورية على موقع رئاسة مجلس الوزراء
- الحكومات السورية على موقع مجلس الشعب السوري
- وزارات الدولة على بوابة الحكومة الإلكترونية السورية
- الوزارات والهيئات الحكومية على موقع مجلس الشعب السوري